# Коммуна (Донецкая область)
Коммуна (укр. Комуна; в 2016 году переименовано в Дебальцевское, укр. Дебальцівське) — село на Украине, находится в Горловском районе Донецкой области. 

## География
Село расположено на реке под названием Карапулька (приток Лугани).

#### Соседние населённые пункты по странам света
С: Нижнее Лозовое
СЗ: Логвиново
СВ: Новогригоровка
З: Калиновка (ниже по течению Карапульки)
ЮЗ: Грозное, Савелевка, Булавино
ЮВ: Ильинка
Ю: —

## История
Село Коммуна основано в 1929 году в связи с организацией совхоза.

## Общие сведения
Код КОАТУУ — 1420985201. Население по переписи 2001 года составляет 679 человек. Почтовый индекс — 84583. Телефонный код — 6274.

## Адрес местного совета
84583, Донецкая область, Бахмутский р-н, с. Коммуна, ул.Центральная, 1, 2-54-73